# Little Surprises
Little Surprises ist ein US-amerikanischer Kurzfilm von 1996 unter der Regie von Jeff Goldblum. Die Hauptrollen sind besetzt mit Kelly Preston, Julie Harris, Rod Steiger und Mark Pellegrino. 
Der Film war für einen Oscar nominiert.

## Handlung
Ginger versucht ihr Haus auf Vordermann zu bringen, da Ethel und Joe, die Eltern ihres zukünftigen Mannes Joe junior sowie der Rest der Familie, sich angesagt haben, um am nächsten Tag mit dem jungen Paar deren Hochzeit zu feiern. Als ihre zukünftigen Schwiegereltern mehrere Stunden früher eintreffen, als Ginger mit ihnen gerechnet hat, geht ihr schöner Plan nicht auf. Entspannter wird die Situation erst, als Ethel und Joes Tochter Pepper und deren Freund Julian eintreffen.
Nun fehlt nur noch Jack, der jüngste Sohn von Ethel und Joe und das schwarze Schaf der Familie. Das Verhältnis des motorradfahrenden Ex-Alkoholikers in Lederjacke zum Rest seiner Familie ist eher angespannt. Allerdings sind die Beziehungen der Familie untereinander sowieso kompliziert. Joe senior ist Alkoholiker, Ethel geht mit Ginger um, als wäre sie ihr Dienstmädchen, Julian ist Jude, während Joe senior sich mit antisemitischen Bemerkungen nicht zurückhalten kann. Jacks Kontakt zu seinen Eltern und seinem Bruder ist so gut wie tot, während er mit seiner Schwester Pepper Kontakt gehalten hat. Ginger wiederum hatte eine kurze Liebesaffäre mit Jack, bevor sie sich Joe zuwandte. Gerade einen Tag vor seiner Hochzeit erfährt Joe nun davon, dass Jack mit Ginger zusammen war.
Berührt ist die Familie, als Jack davon erzählt, wie er Jugendlichen geholfen habe, einen streunenden Hund vor Hundefängern zu retten, indem er mit ihnen zusammen einen gewagten Überfall auf einen Zwinger mit Welpen riskiert hat.
Am Ende findet die Hochzeit statt, das Anschneiden der Hochzeitstorte ist dabei ein besonderer Moment.

## Produktion, Veröffentlichung
Produziert wurde der Film von Chanticleer Films. Gedreht wurde in der King Residence in Topanga in Kalifornien in den USA. Jana Sue Memel trat als Ausführende Produzentin auf.
Im Soundtrack des Films sind folgende Melodien zu hören:
- Have a Tequila von Billy Strange
- Taurus von Harvey Sid Fisher (Astrology Song)
- I Dreamt I Dwelt in Marble Halls aus der Oper The Bohemian Girl von Michael William Balfe

Premiere hatte Little Surprises im Oktober 1996 auf dem Chicago International Film Festival in den USA. Der Arbeitstitel des Filmes lautete The Best Night, ein anderer Titel ist The Red Eye.

## Auszeichnungen
Academy Awards USA 1996
- Oscarnominierung für Jeff Goldblum und Tikki Goldberg in der Kategorie „Bester Kurzfilm“

Chicago International Film Festival 1996
- Nominierung für den Gold Hugo für Jeff Goldblum in der Kategorie „Bester Kurzfilm“